# Болоњски масакр
44° 30′ 22″ N 11° 20′ 32″ E / 44.50611° С; 11.34222° И
Масакр у Болоњи (итал. strage di Bologna) терористички је напад на Централну железничку станицу у Болоњи, Италија на јутро 2. августа 1980. у којој је погинуло 85, а рањено преко 200 људи. Неколико чланова неофашистичке терористичке организације Nuclei Armati Rivoluzionari било је кривично осуђено, иако је група негирала умешаност у напад.